# Somos
Somos (szlovákul: Drienov) község Szlovákiában, az Eperjesi kerület Eperjesi járásában.

## Fekvése
Eperjestől 14 km-re délre, a Tarca bal partján található.

## Története
A falut 1283-ban IV. László király oklevelében említik először. 1284-ben „Sumus” alakban említik, ekkor birtokosa Somosi György fia Péter volt. A település a 13. században keletkezett az Aba nemzetség egy elpusztult faluja helyén, a somosi váruradalom területén. 1284-től vámszedőhely volt, híresek voltak vásárai is. 1427-ben 10 portája adózott. Itt verte meg 1449. szeptember 5-én Giskra huszita serege Székely Tamás magyar seregét. A várat 1575-ben elfoglalta és lerombolta a török, a falu viszont mezővárossá fejlődött. Főbb birtokosai a Somosy, Berzeviczy, Máriássy, Thököly, Klobusiczky és Dessewffy családok. 1787-ben 112 házában 845 lakos élt.
A 18. század végén Vályi András így ír róla: „SOMOS. Drinov. Régi tót Mezőváros Sáros Várm. földes Ura Dezsőfy Uraság, a’ kinek kastéllyával ékesíttetik, fekszik Eperjeshez két mértföldnyire; lakosai leginkább katolikusok, határja középszerű, vagyonnyaikat jól eladhattyák.”
A 19. századtól az Andrássyak tulajdonában találjuk. 1828-ban 140 háza és 1055 lakosa volt. Lakói mezőgazdasággal foglalkoztak, de a 19. századtól jelentős volt a fazekasság és téglagyár is működött a településen.
Fényes Elek 1851-ben kiadott geográfiai szótárában így ír a faluról: „Somos, tót falu, Sáros vmegyében, Eperjeshez délre 2 mfd., a kassai országútban, a Tarcsa mellett: 885 kath., 14 evang., 25 zsidó lak. Kath. paroch. templom. Földe, rétje igen jó, s a gazdaság müvelt európai módra folytattatik. Kastély. Vizimalom. Tehenészet. Szép tölgyes erdő. F. u. gr. Andrásy György.”
1920 előtt Sáros vármegye Lemesi járásához tartozott.

## Népessége
| Év:            | 1994. | 2004.    | 2014.   | 2024.   |
| -------------- | ----- | -------- | ------- | ------- |
| Emberek száma: | 1843  | 2099     | 2160    | 2275    |
| Eltérés:       |       | +13,89 % | +2,90 % | +5,32 % |

| Év:            | 2023. | 2024.   |
| -------------- | ----- | ------- |
| Emberek száma: | 2256  | 2275    |
| Eltérés:       |       | +0,84 % |

1910-ben 1421, túlnyomórészt szlovák lakosa volt.
2001-ben 2050 lakosából 2011 szlovák volt.
2011-ben 2111 lakosából 1841 szlovák.

## Nevezetességei
- Római katolikus temploma a 14. század első felében épült, eredetileg gótikus stílusú volt. A 15. században bővítették, 1749 után barokk stílusban építették át.
- Késő barokk kastélya az 1760-as években épült a régi gótikus vár helyén.
- Görögkatolikus temploma 1902-ben épült.